# Dvorak-Technik
Die Dvorak-Technik (entwickelt 1974 von Vernon Dvorak) ist ein gebräuchliches System, um die Intensität von tropischen Wirbelstürmen subjektiv mittels Satellitenbildern und Infrarotaufnahmen zu bestimmen.

## Details zur Technik
| T-Nummer | Windgeschwindigkeit | Windgeschwindigkeit | minimaler Zentraldruck (hPa) | minimaler Zentraldruck (hPa) |
| T-Nummer | (Knoten)            | (km/h)              | Atlantik                     | NW-Pazifik                   |
| --- | ------------------- | ------------------- | ---------------------------- | ---------------------------- |
| 1.0 – 1.5 | 25                  | 46                  | ----                         | ----                         |
| 2.0 | 30                  | 56                  | 1009                         | 1000                         |
| 2.5 | 35                  | 65                  | 1005                         | 997                          |
| 3.0 | 45                  | 83                  | 1000                         | 991                          |
| 3.5 | 55                  | 102                 | 994                          | 984                          |
| 4.0 | 65                  | 120                 | 987                          | 976                          |
| 4.5 | 77                  | 143                 | 979                          | 966                          |
| 5.0 | 90                  | 167                 | 970                          | 954                          |
| 5.5 | 102                 | 189                 | 960                          | 941                          |
| 6.0 | 115                 | 213                 | 948                          | 927                          |
| 6.5 | 127                 | 235                 | 935                          | 914                          |
| 7.0 | 140                 | 260                 | 921                          | 898                          |
| 7.5 | 155                 | 287                 | 906                          | 879                          |
| 8.0 | 170                 | 315                 | 890                          | 858                          |
| Anmerkung: Die Zentraldrücke im NW-Pazifik sind geringer angesetzt, da der Luftdruck im Pazifik generell geringer ist als im Atlantik. |                     |                     |                              |                              |

Die Dvorak-Technik nutzt die Tatsache aus, dass sich entwickelnde Wirbelstürme derselben Intensität meistens ähnliche Eigenschaften aufweisen, und dass sich das Aussehen dieser Wirbelstürme mit zunehmender Intensität meist charakteristisch verändert. Dabei wird die Struktur eines tropischen Wirbelsturmes alle 24 Stunden analysiert, um zu erkennen, ob sich der Wirbelsturm verstärkt, abgeschwächt oder seine Intensität erhalten hat. Es stehen mehrere Vorlagen von typischen Sturmstrukturen bereit, mit denen die Kern- und Regenbandstruktur des Sturmes verglichen werden, um Rückschlüsse auf die Intensität ziehen zu können. Falls auf Infrarotaufnahmen des Sturmes ein Auge ausgemacht wird, kann mittels Temperaturunterschieden des warmen Auges und der umliegenden Wolkenstruktur ebenfalls auf die Intensität geschlossen werden. (Dabei gilt, je wärmer das Auge und je kälter die Wolkengipfel der Eyewall sind, desto stärker ist der Wirbelsturm.) Nach Abschluss der Analyse werden für jedes System eine sogenannte T-Nummer und eine CI-Nummer (Current Intensity, „aktuelle Intensität“) festgelegt. Die T-Nummern reichen von 1 (geringste Intensität) bis zu 8 (höchste Intensität). Bei den meisten Stürmen sind T-Nummern identisch mit den CI-Nummern, außer bei sich rasch abschwächenden Systemen, wo die CI-Nummer höher ist als die T-Nummer.

## Strukturtypen
Man unterscheidet zwischen verschiedenen Strukturen, die bei einem Sturm beobachtet werden können, und die eine obere und untere Abgrenzung der Intensität erlauben.
- geschwungene Regenbandstruktur (T1.0–T4.5)
- Scherungsstruktur (T1.5–T3.5)
- Central Dense Overcast (CDO) (T2.5–T5.0)
- Augenanfangsstadium (T4.0–T4.5)
- Augenstruktur (T4.5–T8.0)

Wenn die Struktur erkannt wurde, kann dann mittels Analyse der vorgefundenen Merkmale (z. B. Länge und Krümmung der Regenbänder) auf eine T-Nummer geschlossen werden.

## Verwendung
Die Dvorak-Technik wird im Atlantik bei stärkeren Systemen meist nur zum Vergleichsmaßstab zu anderen Beobachtungen (Aufklärungsflüge, QuikSCAT Daten sowie Schiffs- und Bojenbeobachtungen) benutzt. Einzig für Stürme im Ostatlantik, bei welchen Aufklärungsflüge aufgrund der großen Distanz zur Basis zu aufwendig wären, wird die Dvorak-Technik gezielt verwendet, um die Sturmintensität zu ermitteln. Die Dvorak-Technik stellt jedoch für Stürme in allen anderen Entwicklungsgebieten die wichtigste Grundlage zur Ermittlung der Sturmintensität dar. (Aufklärungsflüge werden nur im Atlantik und im Ostpazifik durchgeführt)
|                                 |                                  |                          |                         |
| Tropischer Sturm Wilma als T3.0 | Tropischer Sturm Dennis als T4.0 | Hurrikan Jeanne als T5.0 | Hurrikan Emily als T6.0 |